# Василенко, Борис Емельянович
Бори́с Емелья́нович Василе́нко (укр. Борис Омелянович Василенко; 1935—2019) — советский и украинский промышленный деятель, ветеран космической отрасли Украины.
Участник промышленного выпуска всех бортовых компьютеров для созданных в Украине ракет и ракетных комплексов.

## Биография
Родился 21 ноября 1935 года в поселке шахты им. Артема Дзержинского района Донецкой области, ныне город Зализное Украины.
В 1958 году с отличием кончил Таганрогский радиотехнический институт (ныне Инженерно-технологическая академия ЮФУ) и по распределению был направлен в Конструкторское бюро «Киевского радиозавода» (ныне ПАО «Элмиз»). В 1973 году был назначен первым заместителем начальника КБ — первым заместителем главного конструктора завода, а в 1976 году стал главным инженером ПО «Киевский радиозавод». Его работа была связана с цифровой вычислительной техникой. Василенко стал инициатором создания первой на заводе ЭВМ на феррит-транзисторных элементах, затем доводил до серийного выпуска бортовые ЭВМ, спроектированные в харьковском НПО «Хартрон».
В 1982 году окончил Академию народного хозяйства при Совете Министров СССР (ныне Российская академия народного хозяйства и государственной службы). С декабря 1995 года Борис Василенко работает в Национальном космическом агентстве Украины (НКАУ, ныне Государственное космическое агентство Украины). В 1996—2005 годах — советник Генерального директора НКАУ, в 2006—2015 годах — председатель Общественного совета НКАУ/ГКАУ.
Принимал участие в разработках и производстве систем управления различного класса и назначения для боевых и космических ракетных комплексов, а также в освоении аппаратуры стыковки («Игла» и «Курс») и систем управления для пилотируемых и беспилотных космических кораблей «Союз» и «Прогресс», а также космических станций «Алмаз», «Салют», «Мир» и МКС. Является автором использования двоично-пятеричного кода (автоматическое обнаружение ошибок) в бортовой и наземной аппаратуре ракеты-носителя «Циклон-3М» и нескольких изобретений.
Автор книг «Хождение в ракетную технику. Записки главного инженера» (Киев, ООО «Новый друк», 2004, 384 стр., ISBN 966-8527-12-7) и «Дмитрий Гаврилович Топчий. Рассказ о Генеральном директоре» (Днепропетровск, Издательство «Верба», 2008. — 416 с., ил., ISBN 978-966-2226-00-3).
Умер в Киеве 16 октября 2019 года.

## Заслуги
- Награждён орденами Трудового Красного Знамени (1970) и Октябрьской Революции (1984), а также медалями.
- Лауреат Государственной премии СССР (1981).
- Почетный радист СССР (1979), Заслуженный машиностроитель Украины (1995).
- Удостоен Грамоты Президента Украины (2002).